# ستانيسلاس بلانشارد
ستانيسلاس بلانشارد هو سياسي كندي، ولد في 2 ديسمبر 1871 في Rustico ‏، وتوفي في 7 ديسمبر 1949 في Dalhousie, New Brunswick ‏ في كندا. نشط حزبياً في الحزب الليبرالي الكندي. وقد انتخب عضو مجلس العموم الكندي.